# Bayreuther Gemeinschaft
Die Bayreuther Gemeinschaft (BG) ist eine Freie Wählervereinigung in der Stadt Bayreuth. Von 2012 bis 2020 stellte sie mit Brigitte Merk-Erbe die örtliche Oberbürgermeisterin.

## Geschichte
Die Bayreuther Gemeinschaft existiert als Freie Wählervereinigung seit 1972. Vorgänger war ab 1952 die Überparteiliche Freie Wählergruppe (ÜFW), die bei der Stadtratswahl jenes Jahres fünf von 42 Sitzen errang. Deren Gründer war der Rechtsanwalt Fritz Meyer I (1898–1980), der ersten Stadtratsfraktion der ÜFW gehörte auch der spätere bayerische Finanzminister Konrad Pöhner an. 1956 wurde die ÜFW mit sechs Sitzen zur drittstärksten politischen Kraft in der Stadt.
1960 und 1966 trat die ÜFW gemeinsam mit der FDP und der Bayernpartei unter dem Namen Bayreuther Gemeinschaft zu den Stadtratswahlen an. Das Bündnis erhielt neun bzw. sieben von 42 Mandaten.
1972 wurde die Bayreuther Gemeinschaft – zunächst als nicht rechtsfähiger Verein – aus der ÜFW heraus neu gegründet und agierte von da an autonom ohne die bisherigen Partner. 1972 errang sie fünf von 44 Sitzen, 1978 und 1984 jeweils drei,
1990 sechs und 1996 und 2002 jeweils neun Mandate. Bei der Stadtratswahl im Jahr 2008 wurde schließlich die Zahl von zehn Sitzen erreicht, somit lag die BG mit der SPD gleichauf. Nachdem sich 2009 ein weiterer Stadtrat der Fraktion angeschlossen hatte, ist die BG nach der CSU zweitstärkste Fraktion im Bayreuther Stadtparlament.
Seit Januar 1995 war der von der CSU übergetretene Journalist Bernd Mayer Mitglied der Stadtratsfraktion der BG. Von 1996 bis 2002 war er Zweiter und von 2002 bis 2008 Dritter Bürgermeister der Stadt, von Mai 2008 bis Ende November 2009 Vorsitzender der Stadtratsfraktion der BG. Derzeit führt Stephan Müller die BG-Fraktion. Vereinsvorsitzender ist seit 2012 Frank Hofmann, der im November 2017 in seinem Amt bestätigt wurde.

## Oberbürgermeisterin
Am 25. März 2012 wurde Brigitte Merk-Erbe von der BG in einer Stichwahl zur Oberbürgermeisterin gewählt. Von der SPD und Bündnis 90/Die Grünen unterstützt, setzte sie sich mit 52,77 Prozent der Stimmen gegen den bisherigen Amtsinhaber Michael Hohl von der CSU durch, dem sie im ersten Wahlgang noch mit 38,28 Prozent unterlegen gewesen war. Am 1. Mai 2012 trat sie ihr Amt an.
Mit der Kommunalwahl des Jahres 2020 endete die Amtszeit von Brigitte Merk-Erbe als Oberbürgermeisterin. In der Stichwahl unterlag sie dem Bewerber der CSU Thomas Ebersberger, die Amtsübergabe erfolgte am 1. Mai 2021.